# Medwayella robinsoni
Medwayella robinsoni är en loppart som först beskrevs av Rothschild 1905.  Medwayella robinsoni ingår i släktet Medwayella och familjen Stivaliidae.

## Underarter
Arten delas in i följande underarter:
- M. r. robinsoni
- M. r. bogora
- M. r. peregrinata
- M. r. tiomanica